# Biochimica et Biophysica Acta
Biochimica et Biophysica Acta (BBA) – recenzowane czasopismo naukowe wydawane przez Elsevier, składające się z dziewięciu wyspecjalizowanych sekcji tematycznych, w ramach których wydawanych jest łącznie 100 numerów czasopisma rocznie. Czasopismo publikuje prace z dziedziny biologii doświadczalnej. Tematyka czasopisma skupia się na biochemii, biofizyce, biologii molekularnej, komórki oraz systemowej, genomice, bioinformatyce, metabolomice i proteomice. Czasopismo publikuje w języku angielskim.

## Historia
Biochimica et Biophysica Acta ukazały się po raz pierwszy w 1947 roku i były poświęcone badaniom w obszarze biochemii i biofizyki. Wydawcą był Elsevier we współpracy z Interscience. Było to pierwsze wydawane przez Elsevier międzynarodowe czasopismo.
Na początku działalności publikacje ukazywały się w językach angielskim, francuskim oraz niemieckim, ze streszczeniami we wszystkich tych językach. W pierwszym numerze większość publikacji wywodziła się z północnej i zachodniej Europy, a mniejszość pochodziła z USA i innych krajów.

## Specjalizacja czasopisma
Biochimica et Biophysica Acta do 1962 roku ukazywało się jako pojedynczy tytuł, kiedy to uruchomiono wyspecjalizowane sekcje tematyczne ukazujące się równolegle z czasopismem ogólnotematycznym. Pierwszą sekcją była Specialized Section on Nucleic Acids and Related Subjects, a od 1963 roku zaczęły się ukazywać Specialized Section on Enzymological Subjects i Specialized Section on Lipids and Related Subjects.
W 1964 roku ogólnotematyczne czasopismo nazwano Biochimica et Biophysica Acta (BBA) – General Subjects i towarzyszyły mu trzy wcześniej stworzone sekcje plus nowo twarte: Specialized Section on Biophysical Subjects oraz Specialized Section on Mucoproteins and Mucopolysaccharides.
W 1965 roku nastąpiła zmiana nazw sekcji na: Biophysics including Photosynthesis, Nucleic Acids and Protein Synthesis, Enzymology and Biological Oxidation, Lipids and Lipid Metabolism i Mucoproteins and Mucopolysaccharides (wstrzymana w tym samym roku).
W 1967 roku, Biophysics including Photosynthesis podzielono na Bioenergetics i Biomembranes, a Enzymology and Biological Oxidation na Enzymology i Protein Structure; dwie ostatnie w roku 1982 ponownie połączono w Protein Structure and Molecular Enzymology. Kolejnymi utworzonymi sekcjami były Molecular Cell Research (1982) i Molecular Basis of Disease (1990).
Dodatkowo na początkach lat 70. utworzono dodatkowo trzy sekcje poświęcone artykułom przeglądowym: Reviews on Biomembranes (1972–2000), Reviews on Bioenergetics (1973–87) i Reviews on Cancer (1974). Pierwsze dwie włączono później w skład odpowiadających im sekcji specjalistycznych.

## Sekcje tematyczne
Od 2008 roku BBA dzieli się na dziewięć sekcji tematycznych, w ramach których ukazuje się rocznie łącznie 100 numerów w dziesięciu woluminach. Sekcje tematyczne publikowane są oddzielnie, każda z jednym woluminem rocznie (dwa dla Reviews on Cancer), ale numeracja numerów i woluminów jest wspólna i ciągła dla całego BBA. Redaktorem naczelnym całego BBA jest Dennis E. Vance z Uniwersytetu Alberty.
W roku 2011 ukazywały się następujące sekcje:
| Tytuł                                      | ISSN           | Numerów rocznie | Impact factor (2014) | Ranking w sekcji tematycznej (2011)                                                     | Uwagi | Link |
| ------------------------------------------ | -------------- | --------------- | -------------------- | --------------------------------------------------------------------------------------- | --- | ---- |
| BBA – Bioenergetics                        | ISSN 0005-2728 | 12              | 5,353                | 63/290 (biochemia i biologia molekularna); 13/74 (biofizyka)                            | Utworzona w 1967 roku; poprzednio część BBA – Biophysics including Photosynthesis (1965–1966). Objęła dawne BBA – Reviews on Bioenergetics |      |
| BBA – Biomembranes                         | ISSN 0005-2736 | 12              | 3,836                | 83/290 (biochemia i biologia molekularna); 16/74 (biofizyka)                            | Utworzona w 1967; poprzednio część BBA – Biophysics including Photosynthesis (1965–6). Objęła dawne BBA – Reviews on Biomembranes |      |
| BBA – Gene Regulatory Mechanisms           | ISSN 1874-9399 | 12              | 6,332                | 72/290 (biochemia i biologia molekularna); 14/74 (biofizyka)                            | Utworzona w 2008; kontynuacja BBA – Gene Structure and Expression (0167-4781; 1982–2007), BBA – Nucleic Acids and Protein Synthesis (1963–1981) i BBA – Specialized Section on Nucleic Acids and Related Subjects (1962–4)                                                        |      |
| BBA – General Subjects                     | ISSN 0304-4165 | 12              | 4,381                | 56/290 (biochemia i biologia molekularna); 12/74 (biofizyka)                            | Utworzona w 1964; kontynuacja ogólnych Biochimica et Biophysica Acta |      |
| BBA – Molecular and Cell Biology of Lipids | ISSN 1388-1981 | 12              | 5,162                | 51/290 (biochemia i biologia molekularna); 11/74 (biofizyka); 46/181 (biologia komórki) | Utworzona w 1998; kontynuacja BBA – Lipids and Lipid Metabolism (1965–98) i BBA – Specialized Section on Lipids and Related Subjects (1963–4) |      |
| BBA – Molecular Basis of Disease           | ISSN 0925-4439 | 12              | 4,882                | 50/290 (biochemia i biologia molekularna); 10/74 (biofizyka)                            | Utworzona w 1990 roku |      |
| BBA – Molecular Cell Research              | ISSN 0167-4889 | 12              | 5,019                | 45/290 (biochemia i biologia molekularna); 40/181 (biologia komórki)                    | Utworzona w 1982 roku |      |
| BBA – Proteins and Proteomics              | ISSN 1570-9639 | 12              | 2,747                | 97/290 (biochemia i biologia molekularna); 20/74 (biofizyka)                            | Utworzona w 2002 roku; kontynuacja BBA – Protein Structure and Molecular Enzymology (1982–2002), BBA – Enzymology (1967–81), BBA – Protein Structure (1967–81), BBA – Enzymology and Biological Oxidation (1965–66), BBA – Specialized Section on Enzymological Subjects (1963–4) |      |
| BBA – Reviews on Cancer                    | ISSN 0304-419X | 4               | 7,845                | 20/290 (biochemia i biologia molekularna); 6/74 (biofizyka); 10/196 (onkologia)         | Utworzona w 1974 roku |      |

## Indeksowanie i dostęp online
BBA jest indeksowane przez bazy danych publikacji naukowych: BIOSIS, Chemical Abstracts Service, Current Contents/Life Sciences, EMBASE, EMBiology, Index Chemicus, MEDLINE/Index Medicus, Science Citation Index i Sociedad Iberoamericana de Informacion Cientifica.
Artykuły są dostępne w sieci za pośrednictwem ScienceDirect w formacie PDFs i HTML. Dostęp jest w większości ograniczony dla abonentów, z jedynie małą liczbą sponsorowanych artykułów o otwartym dostępie.